# Szczelina z Mostkiem
Szczelina z Mostkiem – jaskinia, a właściwie schronisko, w Dolinie Kościeliskiej w Tatrach Zachodnich. Wejście do niej znajduje się w Organach, na południe od jaskiń: Zamczysko Niżnie i Zamczysko Wyżnie, na wysokości 1218 metrów n.p.m. Długość jaskini wynosi 9,5 metrów, a deniwelacja 7 metrów.

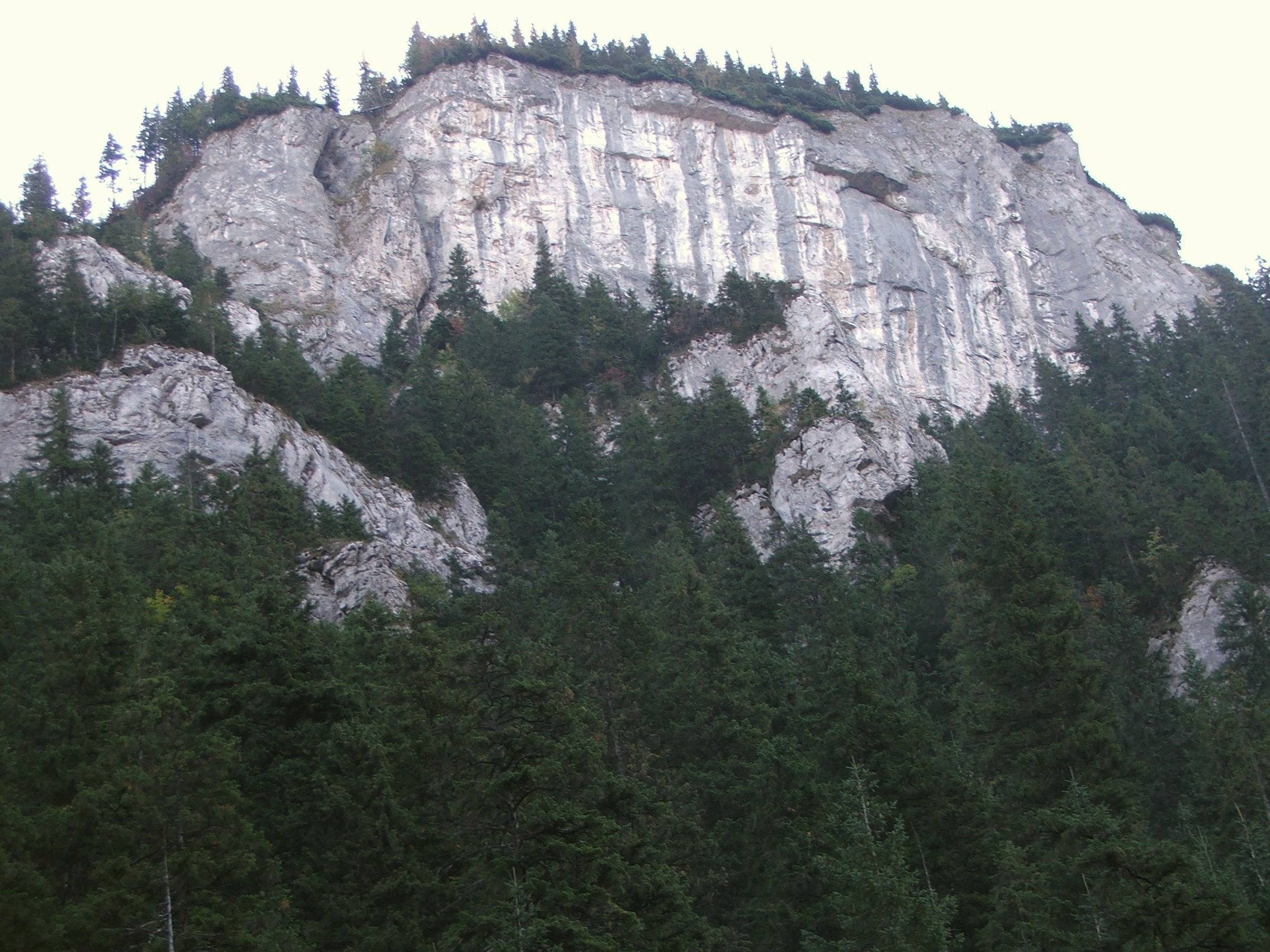
Organy w Dolinie Kościeliskiej

## Opis jaskini
Jaskinię stanowi szczelinowa nyża zaczynająca się w dużym otworze wejściowym o dnie idącym, przez kilka niewielkich progów, stromo do góry. Nad pierwszym progiem znajduje się mostek skalny, stąd nazwa jaskini.

## Przyroda
W jaskini brak jest nacieków. Ściany są suche, rosną na nich porosty, paprocie, mchy, glony i wątrobowce.

## Historia odkryć
Jaskinia była prawdopodobnie znana od dawna. Jej pierwszy plan i opis sporządziła I. Luty przy pomocy E. Szczęsny i T. Mardala w 1993 roku.